# Omphalolappula
- Commons
- Wikispecies

Omphalolappula é um gênero de plantas pertencente à família Boraginaceae, com uma única espécie: O. concava.